# Khoon Bhari Maang
Pour plus de détails, voir Fiche technique et Distribution.
Khoon Bhari Maang (खून भरी माँग) est un film dramatique indien, produit et réalisé par Rakesh Roshan, sorti en 1988.
Il s'agit d'une adaptation du soap opera australien La Vengeance aux deux visages, en 1983.

## Fiche technique
Sauf indication contraire, les informations mentionnées dans cette section peuvent être confirmées par la base de données cinématographiques IMDb,  présente dans la section « Liens externes ».
- Titre : Khoon Bhari Maang
- Titre original :   खून भरी माँग
- Réalisation : Rakesh Roshan
- Scénario : Mohan Kaul, Ravi Kapoor
- Dialogues : Kader Khan
- Direction artistique : R. Verman Shetty
- Costumes : Abu Jani, Sandeep Khosla, Pramila Roshan
- Photographie : Pushpal Dutta
- Montage : Sanjay Verma
- Musique : Rajesh Roshan
- Production : Rakesh Roshan
- Société de production : Film Kraft
- Société de distribution : Atlantic Video Inc.
- Budget de production : 500 000 000 ₹
- Pays d'origine :  Inde
- Langue originale : hindi
- Format : couleurs - 2,35:1 - DTS / Dolby Digital / SDDS - 35 mm
- Genre : action, drame, thriller
- Durée : 172 minutes (2 h 52)
- Dates de sortie : 
  - Inde : 12 août 1988

## Distributions
- Rekha :  Aarti Saxena/Jyoti
- Kabir Bedi : Sanjay Verma
- Sonu Walia : Nandini
- Kader Khan : Hiralal
- A.K. Hangal : Ramu Kaka
- P. Jairaj : le sauveur d'Aarti
- Shatrughan Sinha : J.D.
- Sulochana Latkar : la mère de J.D.
- Sulabha Deshpande : Leela
- Vikas Anand : manager
- Mangal Dhillon : l'avocat d'Aarti
- Satyajeet : Baliya
- Tom Alter : chirurgien esthétique
- Master Gaurav : Bobby Saxena
- Baby Swetha : Kavita Saxena
- Shubha Khote : Dr Shireen Ben Nutbolt Daruwala
- Saeed Jaffrey	: Mr. Saxena

## Distinctions
| Année | Distinction     | Catégorie                             | Nom                                         | Résultat   |
| ----- | --------------- | ------------------------------------- | ------------------------------------------- | ---------- |
| 1989  | Filmfare Awards | Meilleure actrice                     | Rekha                                       | Lauréat    |
| 1989  | Filmfare Awards | Meilleure actrice dans un second rôle | Sonu Walia                                  | Lauréat    |
| 1989  | Filmfare Awards | Meilleur montage                      | Sanjay Verma                                | Lauréat    |
| 1989  | Filmfare Awards | Meilleur film                         | Khoon Bhari Maang                           | Nomination |
| 1989  | Filmfare Awards | Meilleur réalisateur                  | Rakesh Roshan                               | Nomination |
| 1989  | Filmfare Awards | Meilleure chanteuse de play-back      | Sadhana Sargam (pour Main Teri Hoon Jaanam) | Nomination |
| 1989  | Filmfare Awards | Meilleure direction musicale          | Rajesh Roshan                               | Nomination |